# 史密斯冰原島峰 (帕爾默地)
74°48′S 73°6′W / 74.800°S 73.100°W
史密斯冰原島峰（英語：Smith Nunataks），是南極洲的冰原島峰，位於帕爾默地，處於惠特米爾冰原島峰東北面9公里，屬於格羅森巴赫冰原島峰的一部分，美國地質調查局根據測量和該國海軍的空中照片繪入地圖，現時由南極條約體系管理。